# سیاست خارجی ایالات متحده آمریکا در خاورمیانه

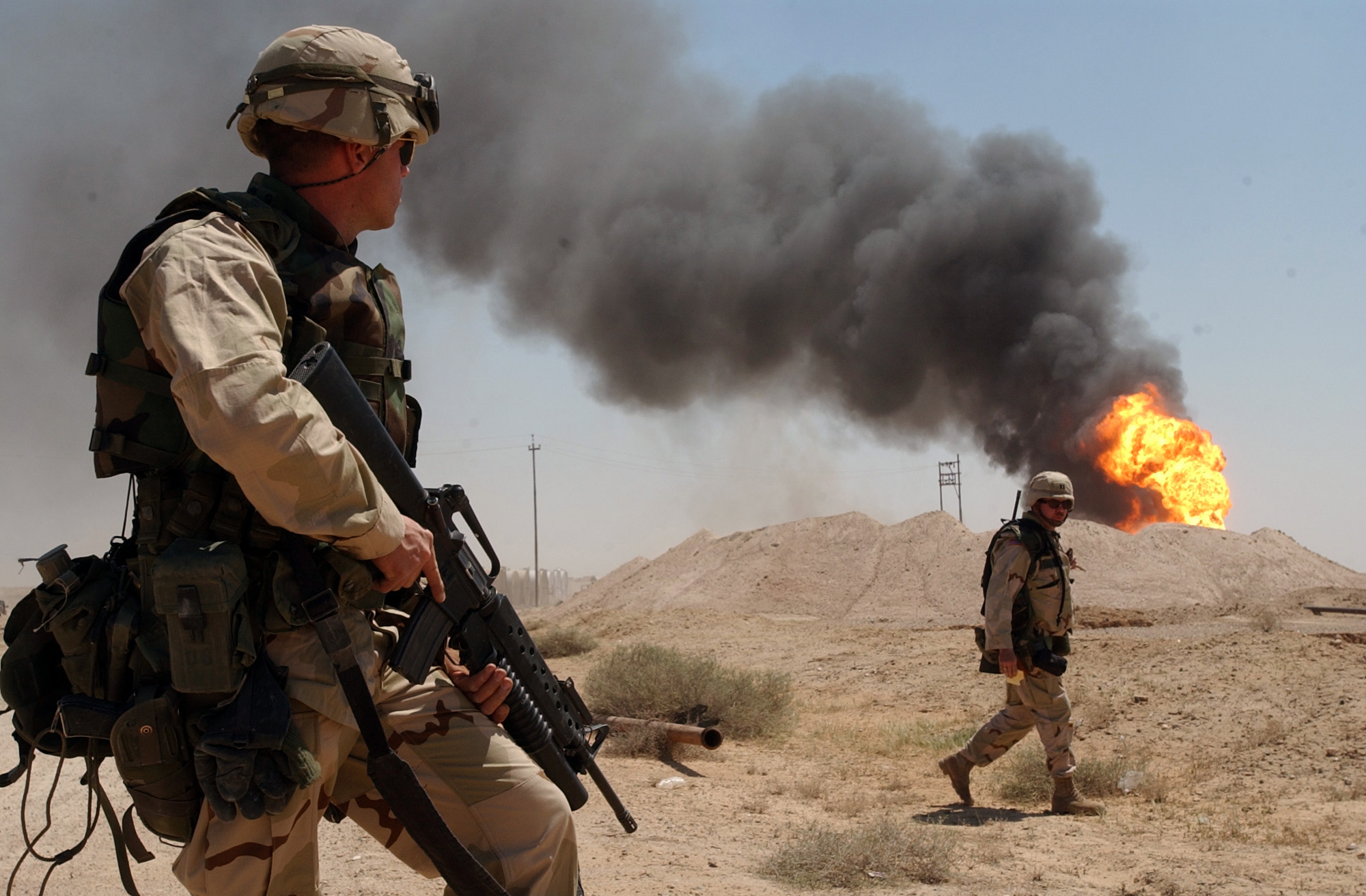
تفنگداران دریایی آمریکا در بصره، عراق، در آوریل ۲۰۰۳، در نزدیکی یک چاه نفت در حال سوختن در میدان نفتی رمیله که پس از حمله ۲۰۰۳ آمریکا و در میانه جنگ عراق، در حال نگهبانی هستند.

سیاست خارجی ایالات متحده آمریکا در خاورمیانه، ریشه در جنگ اول بربری در اوایل قرن نوزدهم دارد که اندکی پس از تأسیس ایالات متحده آمریکا به عنوان یک کشور مستقل و دارای حاکمیت در سال ۱۷۷۶ میلادی رخ داد؛ اما پس از جنگ جهانی دوم بسیار گسترده‌تر شد. سیاست خارجی آمریکا با هدف جلوگیری از نفوذ اتحاد جماهیر شوروی در منطقه در طول جنگ سرد، شاهد حمایت گسترده به اشکال مختلف از رژیم‌های ضد کمونیست و ضد شوروی بود؛ از جمله اولویت‌های اصلی ایالات متحده در رابطه با این هدف، حمایت از اسرائیل در برابر کشورهای عربی همسایه آن که تحت حمایت شوروی بودند، در اوج درگیری اسرائیل و اعراب بود. ایالات متحده همچنین در دهه‌های ۱۹۶۰ و ۱۹۷۰ به عنوان حامی اصلی امنیت عربستان سعودی و نیز سایر کشورهای عربی خلیج فارس، جایگزین بریتانیا شد تا از جمله اهداف دیگر، جریان پایدار نفت از خلیج فارس را تضمین کند. اکنون، آمریکا با تمام کشورهای خاورمیانه به جز ایران که روابطش با آن پس از انقلاب ۱۳۵۷ قطع شد، روابط دیپلماتیک دارد.
نفوذ آمریکا در خاورمیانه بزرگ، در سال‌های اخیر، کاهش یافته که این کاهش، به‌طور قابل‌توجهی از زمان بهار عربی، محسوس‌تر، اما هنوز هم قابل‌توجه است. اولویت‌های اعلام‌شده فعلی دولت آمریکا در خاورمیانه شامل حل درگیری فلسطین و اسرائیل و محدود کردن گسترش سلاح‌های کشتار جمعی در میان کشورهای منطقه، به‌ویژه ایران است.

## روابط دوجانبه در خاورمیانه بزرگ

### متحدان آمریکا
دولت‌ها
- اسرائیل (روابط اسرائیل و ایالات متحده آمریکا را ببینید) (متحد اصلی غیر ناتو)مراسم گشایش سفارت آمریکا در اورشلیم، اسرائیل، ۱۴ مه ۲۰۱۸

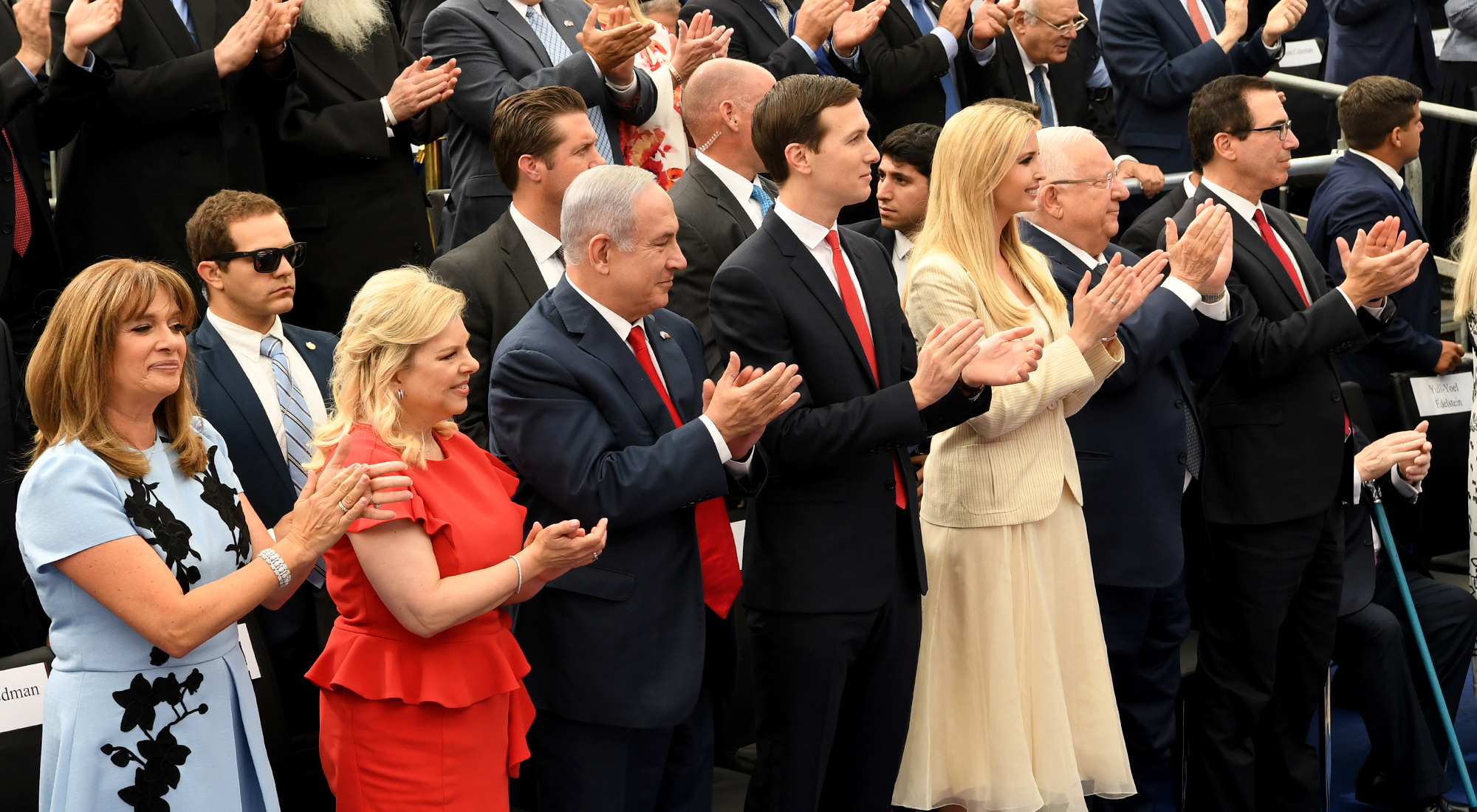
مراسم گشایش سفارت آمریکا در اورشلیم، اسرائیل، ۱۴ مه ۲۰۱۸

- عربستان سعودی (روابط ایالات متحده آمریکا و عربستان سعودی را ببینید)
- ترکیه (روابط ترکیه و ایالات متحده آمریکا را ببینید) (عضو ناتو)
- قطر (روابط ایالات متحده آمریکا و قطر را ببینید) (متحد اصلی غیر ناتو)
- بحرین (روابط بحرین و ایالات متحده آمریکا را ببینید) (متحد اصلی غیر ناتو)
- کویت (روابط کویت و ایالات متحده آمریکا را ببینید) (متحد اصلی غیر ناتو)
- امارات متحده عربی (روابط امارات متحده عربی و ایالات متحده آمریکا را ببینید)
- اردن (روابط اردن و ایالات متحده آمریکا را ببینید) (متحد اصلی غیر ناتو)
- مصر (روابط مصر و ایالات متحده آمریکا را ببینید) (متحد اصلی غیر ناتو)
- قبرس (روابط قبرس و ایالات متحده آمریکا را ببینید)

منطقه خودمختار
- اقلیم کردستان عراق (روابط کردستان عراق و ایالات متحده آمریکا را ببینید)

جناح‌ها و سازمان‌ها
- سازمان مجاهدین خلق ایران
  -  شورای ملی مقاومت ایران
- خاندان سلطنتی پهلوی (به رهبری رضا پهلوی)
- نیروهای دموکراتیک سوریه

متحدان سابق
- ایران پهلوی (انقلاب ۱۳۵۷ و کودتای ۲۸ مرداد را ببینید)
- ارتش آزاد سوریه (الوار چنار و مداخله آمریکا در جنگ داخلی سوریه را ببینید)[الف][۴]
- جمهوری اسلامی افغانستان (حمله ۲۰۲۱ طالبان را ببینید)

### روابط خصمانه با آمریکا
دولت‌ها
- ایران (روابط ایالات متحده آمریکا و ایران و تحریم‌های آمریکا علیه ایران را ببینید)
- سوریه (روابط سوریه و ایالات متحده آمریکا و مداخله آمریکا در جنگ داخلی سوریه را ببینید)
- پاکستان (روابط پاکستان و ایالات متحده آمریکا، حمایت ادعایی پاکستان از اسامه بن لادن و لترگیت را ببینید)[ب][۵]
- ترکیه (روابط ترکیه و ایالات متحده آمریکا را ببینید)[پ][۶][۷]
- عراق (روابط ایالات متحده آمریکا و عراق را ببینید)[ت][۸]
- افغانستان (روابط افغانستان و ایالات متحده آمریکا و روابط بین‌المللی با طالبان را ببینید)[ث][۹]

سازمان‌ها
- القاعده
- سپاه پاسداران انقلاب اسلامی
- حزب‌الله لبنان[۱۰]
- حشد شعبی
- جنبش حوثی‌ها
- حماس
- جهاد اسلامی فلسطین
- داعش
- جبهه خلق برای آزادی فلسطین
- جبهه خلق برای آزادی فلسطین – فرماندهی کل
- کمیته‌های مقاومت مردمی
- کتائب حزب‌الله
- عصائب اهل حق

## انتقاد

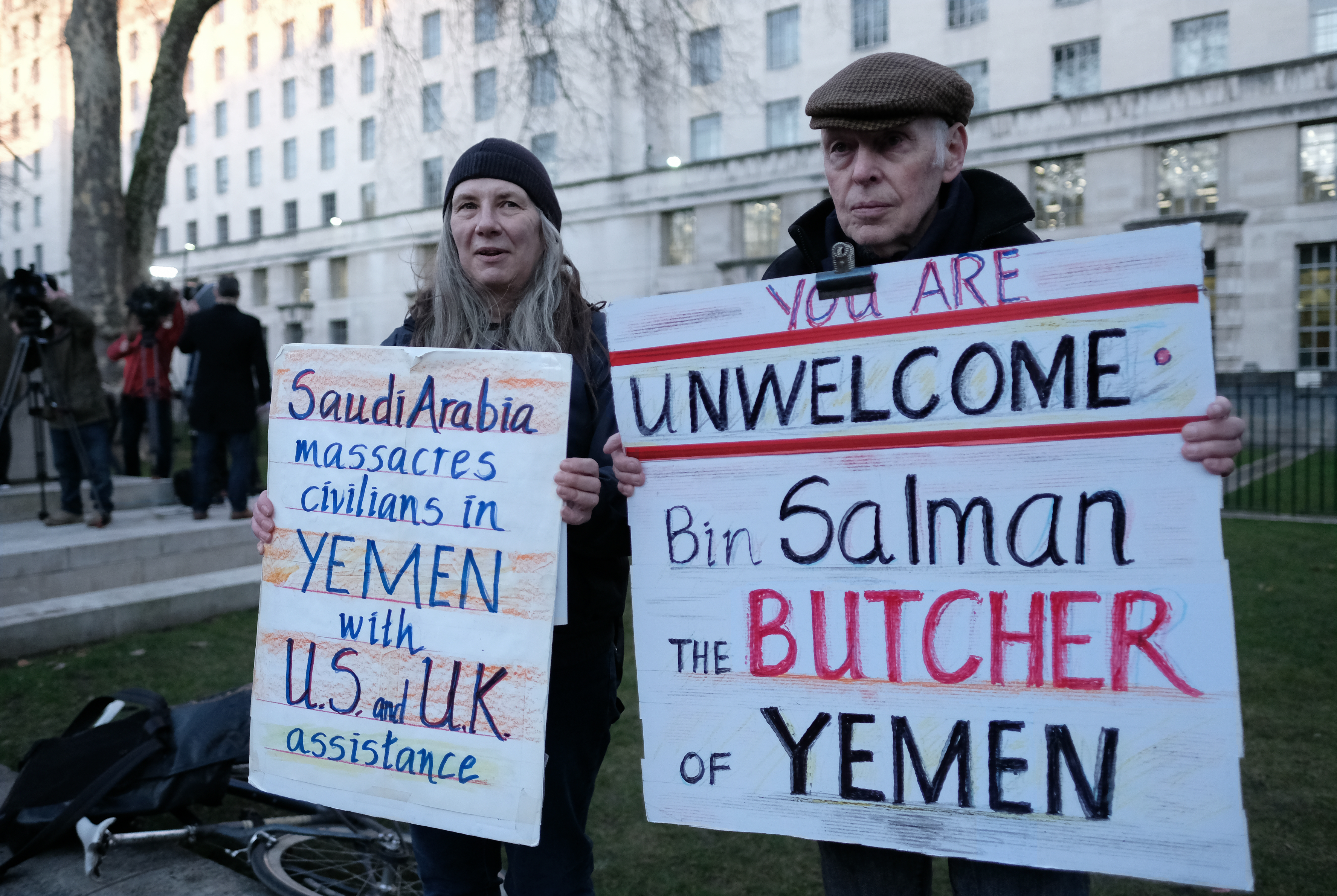
اعتراض به دخالت آمریکا در مداخله به رهبری عربستان سعودی در جنگ داخلی یمن، مارس ۲۰۱۸

برخی از مقامات سازمان ملل متحد، ایالات متحده را به چشم‌پوشی از اقدامات اسرائیل علیه فلسطینیان متهم کرده‌اند.